# St-Léger (Estaimpuis)

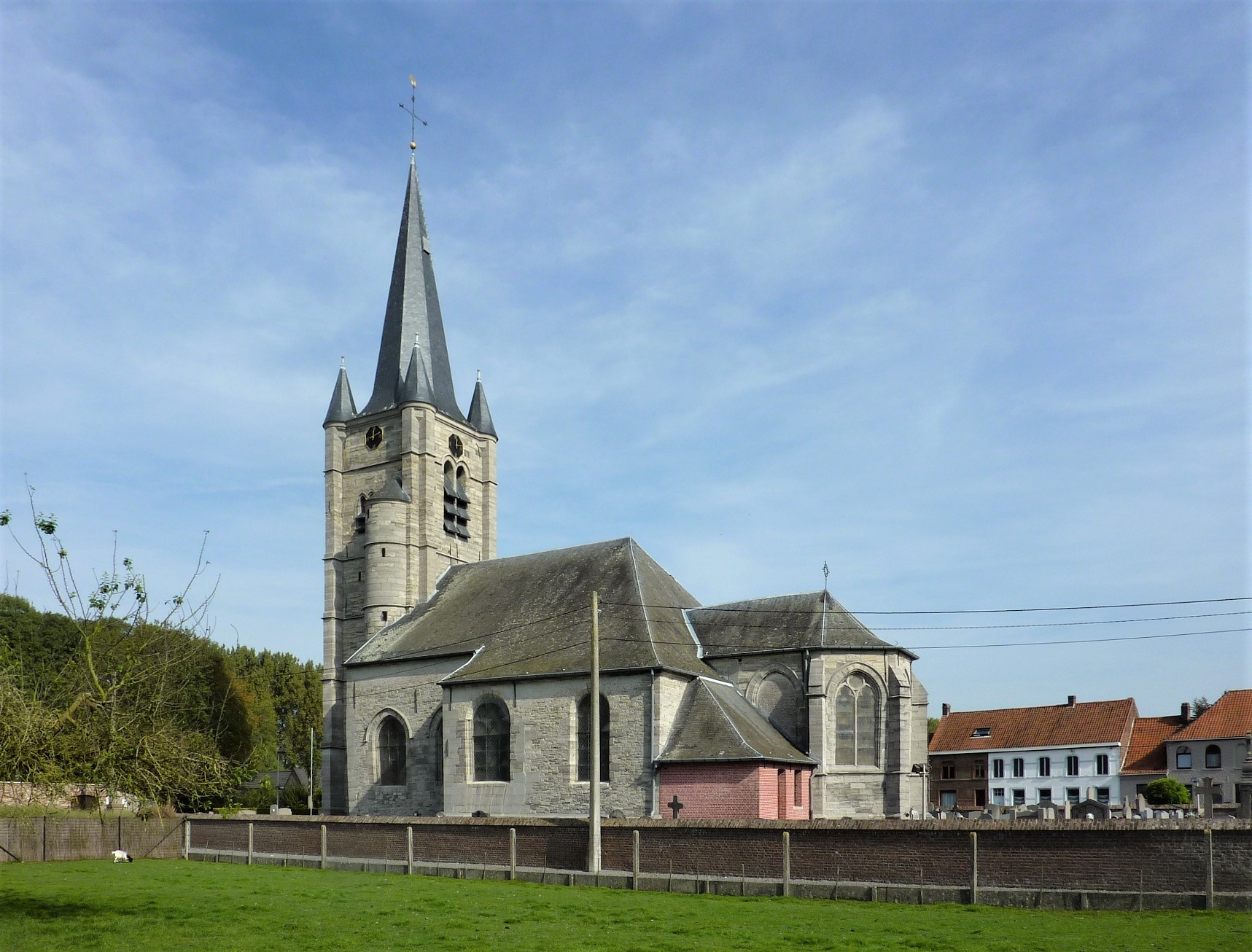
Die Kirche St-Léger

St-Léger ist eine römisch-katholische Kirche im Ortsteil Saint-Léger der Gemeinde Estaimpuis in der belgischen Provinz Hennegau. Die Kirche ist seit 1936 ein in der Kategorie Monument geschütztes Kulturdenkmal Walloniens.

## Geschichte
Die zu Ehren des heiligen Leodegar von Autun geweihte Kirche wurde zum ersten Mal 1108 in einer Bulle Papst Paschalis II. als Ecclesia Sancti Leodegarii erwähnt. Von diesem ersten Kirchenbau sind keine sichtbaren Spuren mehr vorhanden. Zwischen 1250 und 1350 erfolgte ein Neubau einer dreischiffigen Kirche im Stil der Gotik, deren Chorraum im Osten einen geraden Schluss hatte. Diese Apsis wurde im 15. Jahrhundert zugunsten eines Querschiffes abgerissen und das Gotteshaus um einen neuen dreiseitigen polygonalen Chor erweitert. Zu dieser Zeit wurde auch der Westturm errichtet.
Nachdem die Kirche 1693 niedergebrannt war, wurde sie wiederhergestellt und die drei Schiffe des Langhauses unter einem einzigen Dach vereinigt. Im 18. Jahrhundert wurde eine neue Sakristei angebaut. Zwischen 1987 und 1994 erfolgte eine umfassende Restaurierung des Bauwerks. Das Innere beherbergt Ausstattungsstücke aus dem 18. und 19. Jahrhundert, darunter die Altäre, das Chorgestühl, die Täfelung sowie die Statuen der Jungfrau Maria und des Heiligen Léger. Der Heilige, traditionell symbolisiert durch das Stilett, mit dem ihm der Legende nach die Augen ausgestochen wurden, hält hier einen Bohrer, ein für die Region typisches Werkzeug zur Herstellung von Holzschuhen. Bemerkenswert ist auch die Sakristeitür, die mit Nägeln bedeckt ist, die der Überlieferung nach von Kranken in der Hoffnung auf Genesung eingeschlagen wurden.